# Pseudolaelia oliveirana
Pseudolaelia oliveirana är en orkidéart som beskrevs av Vitorino Paiva Castro och Guy Robert Chiron. Pseudolaelia oliveirana ingår i släktet Pseudolaelia och familjen orkidéer. Inga underarter finns listade i Catalogue of Life.